# Pütte
Pütte ist ein Dorf im Landkreis Vorpommern-Rügen in Mecklenburg-Vorpommern. Es ist der Gemeinde Pantelitz und dem Amt Niepars zugehörig.

## Geographie und Verkehr
Pütte liegt etwa sechs Kilometer westlich von Stralsund und 60 km östlich von Rostock. Das Dorf liegt südwestlich am Ufer des Pütter Sees und nördlich angrenzend zum Naturschutzgebiet Borgwallsee und Pütter See. Einen Kilometer nördlich der Ortschaft führt die B105 entlang. Die nächstliegenden Orte sind Langendorf, Zimkendorf und Posten IV (ehemalige Bahnstation Pantelitz).
Die umliegende Grundmoränenlandschaft entstand während der letzten Eiszeit und ist durch den bis ins 20. Jahrhundert andauernden Torfstich geprägt. Ein angrenzendes Durchströmungsmoor ist durch den Deichbau zum Borgwallsee größtenteils trockengelegt, vernässt jedoch unregelmäßig und ist an einigen Stellen bis zu zwei Meter mächtig.

## Geschichte
Funde legen eine erste Besiedlung im Mesolithikum nahe, zudem ist der in das frühe Alleröd datierende Elchjägerplatz Endingen, der mit 11.000 vor Christus den frühesten Nachweis von Menschen in Pommern darstellt, nur sieben Kilometer entfernt.
In Schriftquellen taucht die Landschaft erst im Jahre 1178 auf. Papst Alexander III. übereignete Bischof Berno das Bistum Schwerin in seinen Grenzen und mit seinen Besitzungen, die bis zur rügenschen Küste reichten. Im Original heißt es dort: ex dono (sic!) Casimari principis Christianissimi terram, que dicitur Pitina, et villam unam nobilem in Barth ...  (deutsch: aus den Ländereien des christlichen Fürsten Casimir, welches Pitina genannt wird und das Dorf eines Adligen in Barth) Mit dem Wort Pitina ist das Land um das heutige Dorf Pütte gemeint, das sich aus dem slawischen herleitet. Dort bedeutet Pitch, Pitinia, Pitne so viel wie fruchtbares Wasser; Stelle, wo es gutes Wasser gibt. Der gesamte slawische Raum (Slawien) war in solche „terrae“ unterteilt, in diesem Fall war Pütte namensgebend. Slawische Terrae bekamen ihre Namen meist durch umliegende Burgen oder befestigte Siedlungen, die Verwaltungs- und Handlungszentren waren. Eine feste Burg konnte in Pütte nicht belegt werden. Bei der Insel im angrenzenden Pütter See belegen unterwasserarchäologische Funde und dendrologische Untersuchungen von 1994/95 eine slawische Besiedlung. Der dänische Chronist Saxo Grammaticus schreibt, dass dieser Raum in der zweiten Hälfte des 12. Jahrhunderts noch den pommerschen Herzögen gehörte. Erst in den Jahren 1190/99 eroberte der Rügenfürst Jaromar I. durch massive Unterstützung durch die dänischen Lehnsherren dieses Gebiet bis nach Tribsees. Die Bewohner der Gegend waren wohl vom Stamm der Kiziner wie vom Stamm der Ranen.
In der niederdeutschen Spruchsammlung Ich wende buwen vph eyne stat von Witzlaw II. schreibt er „Inder půtten ich be lac“.  Es ist nicht geklärt, ob Witzlaw anstelle des mittelniederdeutschen Wortes für Pfütze das Land Pütte als den Ort meint, an dem er ein Haus baute und dieses, dem Spruch zufolge, einstürzte.
Pütte stellt demnach den präurbanen Vorläufer der späteren Gründung Stralsunds dar. Vergleichbar ist dies mit dem Verhältnis von Vipperow zu Malchow oder Lieps zu Neubrandenburg. Bis ins 13. Jahrhundert stellte Pütte somit also den zentralen Verwaltungs- und Marktort der Region. Erst gegen Mitte des Jahrhunderts geht die terra in die Vogtei Sundis auf, was nur durch die Übernahme der administrativen und wirtschaftlichen Rechte der deutschen Siedler Stadt Stralsund erklärbar ist. Bis 1235 erhoben die Pommernherzöge Anspruch auf das sogenannte Festlandrügen, wodurch die Rügenfürsten dieses Territorium entsprechend militärisch und politisch sichern mussten, womit ein Absehen von Pütte und die Hinwendung auf das strategisch günstiger gelegene Stralsund hergeleitet werden kann.
Ab 1256 wurde der Mühlgraben nördlich des Sees von Mönchen des Zisterzienserklosters Neuenkamp in Franzburg angelegt, um die nahe gelegene Stadt Stralsund mit Trinkwasser zu versorgen und Wassermühlen anzutreiben.
Im frühen 13. Jahrhundert wurde am höchsten Punkt des Dorfes mit dem Bau einer dreischiffigen Hallenkirche begonnen. Möglicherweise war dies wegen der prädestinierten Lage auch zu slawischer Zeit ein Ort zu kultischen Zwecken.
Etwa zwischen 1300 und 1383 verfügte Pütte über ein Appellationsgericht, das nach altem Schwerinschen Recht urteilte, welches die Vergünstigung hatte, auch an das Stralsundische zu appellieren. Das Schwerinsche Recht, das älter als die Stadt Stralsund ist, war noch für die erworbenen Güter und die Vorstädte Stralsunds gültig. Die Stadt selbst unterlag dem lübbischen Recht, Vororte hatten sich in Rechtsbelangen aber an das Gericht im Kirchspiel Pütte zu wenden. Dies war dem Stralsunder Rat ein Dorn im Auge, sodass er versuchte, Pütte, wie viele andere Orte zu erwerben, was ihnen Herzog Wartislaff 1325 aber untersagte.
Im Verlauf der Jahrhunderte wurde Pütte in seinem Charakter als Schutzsiedlung mit guter strategischen Lage von den verschiedensten Belagerern Stralsunds heimgesucht und als Vorposten oder Quartier verwendet. So war es im Rahmen des Pommernfeldzugs von 1715/16 Quartier des Prinzen von Anhalt Dessau und des Königs von Preußen. Auch August der Starke hielt sich auf seiner Reise nach Polen und in den Ausläufern des Großen Nordischen Krieges hier auf. Mehrfach wurde die Dorfkirche dabei zum Pulver- und Lebensmittelmagazin umgestaltet. Im Zuge des Dreißigjährigen Krieges und der Belagerung Stralsunds 1628 wird berichtet, dass die Pütter Kirche in gentzlichen Ruin gesetzet ist. Den Höhepunkt fand die napoleonische Belagerung Stralsunds, in der die Pütter Kirche zu einem Backhaus umfunktioniert wurde, wobei sämtliche Holzausstattung von den Franzosen verheizt wurden.
1817 ließ sich der Dichter Karl Lappe in Pütte nieder und widmete sich fortan der Schriftstellerei. Eines seiner zahlreichen Gedichte heißt Das Lied von der Hütte in dem es in der ersten Strophe heißt:
Durch Jahre voller Streben,

Durch Krankheit, durch Verlust,

Selbst durch bedrohtes Leben,

Durch eine sieche Brust,

Gewann ich eine Hütte

In Pütte.
Am 10. März 1824 fiel sein Haus mitsamt seiner Bibliothek und den bis dahin im Selbstverlag erschienenen Schriften einer Brandstiftung zum Opfer. Dank der immensen Hilfsbereitschaft von Menschen, die ihn als Heimatdichter und Freiheitssänger schätzten, konnte er ein neues Haus errichten. Nachdem seine beiden Söhne und seine Töchter selbständig geworden waren, verkaufte er im Herbst 1842 das Haus in Pütte und zog nach Stralsund.
Bis 1961 war Pütte eine eigenständige Gemeinde, zu der Zimkendorf und Gehag gehörte. Danach fusionierte sie mit dem nunmehr größeren Ort Pantelitz.

## Sehenswürdigkeiten
- Dorfkirche Pütte (frühes 13. Jahrhundert, eine der ersten Pommerns)
- Pfarrwitwenhaus (1786 pommersches Fachwerkhaus) Heute: Wirk- und Wohnstätte des bedeutenden ostdeutschen Malers, Graphikers und Bildhauers Rainer Herold[7]
- Pfarrhaus und Pfarrstall
- Kriegerdenkmal für die Opfer beider Weltkriege
- Naturschutzgebiet Borgwallsee und Pütter See

Grablegen der:
- Gotan und Pawel Mörder (1333 und 1427 Grabplatten pommerscher Adelsfamilie mit Ritzzeichnungen zweier Ritter)
- Charlotte Dorothea Gottesgab (laut Grabstein Inschrift „Lieblingsschwester Ernst Moritz Arndts“)
- Gustav Pflugradt (deutscher Landschafts- und Architekturmaler) (Großneffe Caspar David Friedrichs)
- Alfred Busse (deutscher Theologe)
- Herbert Ewe (deutscher Regionalhistoriker und Archivar)